# قرناء كاذبة
قرناء كاذبة أو مُقرنة كاذبة (الاسم العلمي: Pseudocerastes)، جنس أفاعي سامة يستوطن الشرق الأوسط وآسيا. كان في الأصل جنسًا أحادي الطراز وصف من قبل بولينغر عام 1896 لنوع Pseudocerastes persicus. بسبب المراجعة التصنيفية والاكتشافات الحديثة، قد يحتوي الجنس حاليًا على ما يصل إلى ثلاثة أنواع.